# Odin Romanus
Odin Romanus, född 21 oktober 2001, är en svensk skådespelare.
Romanus är son till Joakim Romanus och hans hustru Camilla. Han utexaminerades 2024 från Högskolan för scen och musik vid Göteborgs universitet och har tidigare studerat teater vid Södra Latin gymnasieskola.
Romanus har bland annat medverkat i TV-serierna Thunder in My Heart och Limbo från 2023. Han har även medverkat i filmen Stammisar från 2022.

## Filmografi (i urval)
- 2020 – Åreakuten (TV-serie)
- 2021 – Drugdealer (TV-serie)
- 2021 – Dystopia (TV-serie)
- 2022 – Stammisar
- 2022 – Försvunna människor (TV-serie)
- 2023 – Limbo (TV-serie)
- 2023 – Thunder in My Heart (TV-serie)
- 2025 – Leva lite

## Teater

### Roller
| År   | Roll      | Produktion                         | Regi                | Teater                |
| ---- | --------- | ---------------------------------- | ------------------- | --------------------- |
| 2023 |           | Det blåser på månen Eric Linklater | Peter Elmers        | Masthuggsteatern      |
| 2024 |           | Blås av matchen Ida Linde          | Johanna Larsson     | Angereds teater       |
| 2024 |           | Nattvak Alejandro Leiva Wenger     | Martin Rosengardten | Göteborgs stadsteater |
| 2024 | Pinocchio | Pinocchio Carlo Collodi            | Katrine Wiedemann   | Göteborgs stadsteater |
| 2025 |           | En folkefiende Henrik Ibsen        | Viktor Tjerneld     | Göteborgs stadsteater |